# Manolátes
Manolátes (Manolates) är en ort i Grekland.   Den ligger i prefekturen Nomós Sámou och regionen Nordegeiska öarna, i den östra delen av landet, 270 km öster om huvudstaden Aten. Manolátes ligger 369 meter över havet och antalet invånare är 131. Den ligger på ön Samos.
Terrängen runt Manolátes är varierad. Havet är nära Manolátes norrut. Runt Manolátes är det ganska tätbefolkat, med 52 invånare per kvadratkilometer. Närmaste större samhälle är Néon Karlovásion, 10,7 km väster om Manolátes. I omgivningarna runt Manolátes växer i huvudsak blandskog.